# De leipe Bauer flavour
"De leipe Bauer flavour" is een rapnummer van Frans Bauer, Ali B en Lange Frans. Op initiatief van radio-dj Giel Beelen schreven Ali B en Lange Frans een tekst en maakte Baas B een beat voor een rapnummer voor Frans 'freestyle' Bauer. De titel is een variant op "Leipe mocro flavour", een nummer van Ali B.
Het nummer is niet te koop op cd, maar enkel te downloaden bij muziekwinkels op internet. De opbrengst van het nummer wordt geschonken aan het Rode Kruis in het kader van de radio 3FM actie Serious Request in 2006 voor de slachtoffers van landmijnen.